# Lado (pripjev)
Lado ili lada je pripjev u proljetnim, ljetnim i svadbenim pjesmama slavenskih i baltičkih naroda.
Pjesme s pripjevom lado pjevale su ljelje (kraljice) za Duhove, a za Ivandan ladarice.

## Povijest
Prvi se put spominje u poljskom Statuta provincialia (oko 1420.).
Po njoj se zabranjuje pljeskanje i pjesme koje zazivaju bogove među kojima je i lado. Imena ostalih bogova također su poznati pripjevi obrednih pjesama raznih slavenskih naroda.

## Navodno božanstvo
Lado ili Lada naziv je za navodnog slavenskog boga, odnosno božicu.
Matija Petar Katančić je smatrao da je odjek božanstva starih Panonaca, boga Latobiusa bilo božanstvo Lado. Luka Ilić Oriovčanin navodi kako se Ladom ili Ljeljom nazivao bog ljubavi.
Po ruskoj i poljskoj tradiciji Lada je pak bila božica proljeća, mladosti, ljepote i plodnosti. U Poljskoj, Rusiji i Litvi spominjao se i Ladin sin Poljeljo. U slavenskoj je mitologiji Ladin sin Ljeljo bog ljubavi. Dalmatinski renesansni pisci su navodili božanstvo Lelja kao sinonim za Amora ili Kupidona.
Bratoljub Klaić je smatrao kako je mišljenje o Ladi kao božanstvu znanstveno opovrgnuto.
Kasnije boga zvanog Lado navodi poljski kroničar Jan Długosz (umro 1480.) te ga uspoređuje s Marsom, rimskim bogom rata. Maciej Miechowski je 1517./1521. koristeći Długoszevo djelo zamislio Lada kao žensko božanstvo i to kao Ledu, majka Kastora i Poluksa iz grčke mitologije. Ostale riječi u tom pripjevu, Ileli (nominativ: Lela) i Poleli (nominativ: Polela) zamislio je kao božanstva koja odgovaraju Kastoru i Poluksu.
Marcin Kromer je 1611. usporedio Lada s rimskim bogom Himenom i grčkim Bakom (Dionizom), bogovima vezanim za plodnost i svadbu.
Ansambl narodnih plesova i pjesama Hrvatske LADO dobio je ime po pripjevu lado.

### Članci
- Belaj, Vitomir. 2007. Hod kroz godinu. 2. izdanje. Golden marketing – Tehnička knjiga. Zagreb.
- Dragić, Marko. 2012. Lada i Ljeljo u folkloristici Hrvata i slavenskom kontekstu. Zbornik radova Filozofskog fakulteta u Splitu. Sveučilište u Splitu – Filozofski fakultet. Split.  (5): 43–62

### Mrežna sjedišta
- Lado. Hrvatska enciklopedija (LZMK). Pristupljeno 5. travnja 2025.
- Kraljice. Hrvatska enciklopedija (LZMK). Pristupljeno 5. travnja 2025.
- Ladarice. Hrvatska enciklopedija (LZMK). Pristupljeno 5. travnja 2025.